# Brahenpuisto
Le parc de Brahé (finnois : Brahenpuisto) est un parc de Turku en Finlande,.

## Présentation
Le parc est situé dans le centre-ville entre le parc de Porthan et la cathédrale de Turku. 
Le parc est nommé en l'honneur de Pierre de Brahé et sa superficie est de 7 200 m2.